# Thyone benti
Thyone benti is een zeekomkommer uit de familie Phyllophoridae.
De wetenschappelijke naam van de soort werd in 1937 gepubliceerd door Elisabeth Deichmann.